# Batahaliye

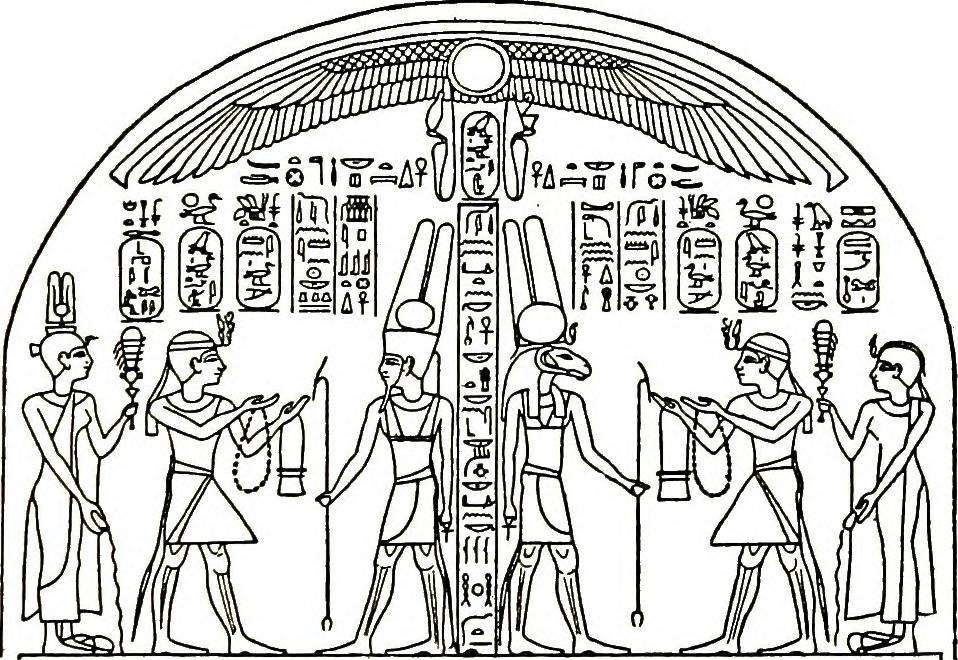
Batahaliye auf der Stele des Harsijotef. Sie erscheint ganz links, hinter dem Herrscher

Batahaliye war eine nubische Königin. Sie trug die Titel Königsgemahlin, Schwester des Königs und Große Königsgemahlin.
Batahaliye war die Gemahlin des nubischen Königs Harsijotef (zirka 1. Drittel des 4. vorchristlichen Jahrhunderts). Sie wurde in der Pyramide Nu 44 in Nuri begraben und erscheint auf der großen historischen Stele ihres Gemahls. In der Pyramide fand sich ihre Grabstele, die mit ägyptischen Hieroglyphen beschrieben ist. Die Stele befindet sich heute im Museum of Fine Arts in Boston.
Sie ist aus Granit gearbeitet und etwa 64 cm hoch. Im oberen Feld sieht man auf der rechten Seite die Königin. In der Mitte thront Osiris, hinter ihm steht Isis. Unterhalb dieser Szene findet sich eine längere Inschrift. Diese Inschrift ist stellenweise kaum verständlich und zeigt, dass zu dieser Zeit die Kenntnisse der ägyptischen Sprache langsam verloren gingen. Die Stele ihres Gemahls Harsijotef ist dagegen viel besser gearbeitet und deutet an, dass beide Stelen in verschiedenen Werkstätten hergestellt wurden.
Ihre Grabanlage unter der Pyramide war bereits stark ausgeraubt, als die Ausgräber sie entdeckten. Sie enthielt lediglich noch etwas Keramik, einige Steingefäße und diverse Amulette.